# Demiray
Demiray ist ein türkischer männlicher Vorname und Familienname mit der Bedeutung „kräftig, stark, mächtig; jemand, der streng und unnachgiebig ist“, gebildet aus den Elementen demir (Eisen) und ay (Mond).

## Namensträger

### Familienname
- Berk Demiray (* 19**), türkischer Sänger und Musiker (Dhalia’s Lane)
- Levent Demiray (* 1979), türkischer Fußballspieler
- Zafer Demiray (* 1976), türkischer Fußballspieler